# Лукашівка (Ніжинський район)
Лукаші́вка —  село в Україні, у Носівській міській громаді Ніжинського району Чернігівської області. Населення становить 90 осіб. Орган місцевого самоврядування — Носівська міська рада.

## Історія
Виникла не раніше 1923 року. На мапі 1941 року - 52 господарства.